# Pedro Portocarrero y Manuel
Pedro Portocarrero y Manuel (Extremadura, ? - Conca, 20 de setembre de 1600) va ser un noble i religiós castellà, que ocupà els bisbats de Calahorra, Còrdova i Conca i el càrrec d'inquisidor general d'Espanya.

## Biografia
D'origen noble, fill de Cristóbal Osorio Portocarrero i Maria Manuel de Villena, marquesos de Villanueva del Fresno. Va estudiar i llicenciar en Lleis i Cànons a la Universitat de Salamanca, de la qual va ser dues vegades rector.
Posteriorment va ser canonge de Sevilla i oïdor a Valladolid. Poc després serà nomenat regent i governador de Galícia des de 1571 fins a 1580, quan és nomenat membre del Consell Reial i, després, comissari de Croada.
El 1589 és presentat pel rei i escollit com a bisbe de Calahorra, consagrat a Madrid pel cardenal Gaspar de Quiroga y Vela. Allà va proveir més de 500 beneficis als naturals del lloc per mèrits propis.
Durant una visita a la Universitat d'Alcalá realitzada per ordre reial, seria nomenat bisbe de Còrdova l'11 de gener de 1594 i el 15 de març prenia possessió del seu càrrec per poders a través d'Alonso Jiménez de Reinoso. El 1596 és escollit i confirmat com a inquisidor general. Seria nomenat també bisbe de Conca, seu de la qual prendria possessió en el seu nom el llicenciat Tomás de Baeza Polanco el 13 d'agost de 1597, donat per Pedro de Mendoza, ardiaca de Huete i canonge, hi assistí tot el capítol catedralici i personalitats civils de la ciutat. Arribava Portocarrero a la ciutat el 17 d'octubre de 1599, descontent i amb mala salut, després agreujada, fins llavors havia estat present a la cort exercint el càrrec d'inquisidor fins que Felip III en va nomenar un de nou.
El bisbe va morir el dimecres 20 de setembre de 1600 entre les onze i les dotze. Les seves despulles van ser dutes a Jerez de los Caballeros, per un cosí seu inquisidor a Toledo, a un monestir fundat pels seus avantpassats.